# 田中豊 (医師)
田中 豊（たなか ゆたか、1951年6月30日 - ）は、日本の病院管理学者、病院経営コンサルタントである。2006年に開院した東海大学医学部付属病院の新病院計画の責任者として、同病院の画期的な経営改善を果たすとともに、PFMの開発をはじめ、その後の病院経営に多大な影響を与える業績を残した。現在は、プライスウォーターハウスクーパース（PwC）の医療分野の顧問として、多くの病院経営改善、病院新築および改修などに参画している。

## 人物
1951年（昭和26年）、東京都世田谷区の有床診療所を経営する家庭に生まれる。慶應義塾高等学校を経て慶應義塾大学医学部を卒業後、東海大学医学部付属病院の研修医となる。その後、同大学の消化器外科にて肝胆膵の外科医となり、1990年第二外科講師、1996年企画室次長（赤字解消の経営戦略立案を担当）・同 医療情報センター長、2000年 同 リニューアル推進部長（新病院の設計・業務設計・人員配置・情報システム・機器調達・資金管理を担当）、2002年 同 病院管理学准教授、2004年 同 診療部次長、2008年プライスウォーターハウスクーパース（PwC）株式会社顧問（現職、当時兼任）、2014年同大学を定年退職。

## 業績
田中の業績は情報システム、運用設計、建築設計など多くの分野に及んでおり、すべて全体最適を目指したものである。

### 情報システム
- 電子カルテ及びPACSの導入に伴い、ペーパーレス運用を目指して、現在の参照ポータルの基礎となる「NEOCIS」を活用し[2]、患者情報の一覧性と共有化を推進した。

- 各診療科の診療内容を記載し、共有化を図ると同時に、患者検査オーダーに際して検査部門に患者の社会的・身体的・精神的背景を伝える「患者プロフィール」を開発した[2]。

### 病院運用計画
- 1998年に病院の経営改善と将来の病床数過剰の対策として、三菱総研の支援を受け同大学病院の1,133床の許可病床数を804床にダウンサイジング（病床数の削減）を行い、本項の以下のような取組みと合せて経営改革を推進して現在の東海大学医学部付属病院の良好な経営の基礎を築いた。

- 人口の高齢化と大学病院の高度急性期病院化を目指して総病床数の約10%にあたる約80床の成人向け集中治療室を設置した。

- 1999年に患者未収金および長期入院患者の検討から、患者の社会的・身体的・精神的背景を入院前に把握し対処することの重要性を認識し、予定入院患者の看護記録1号様式を入院申込み時に作成する仕組みであるPFMを考案し、在院日数短縮と病棟稼働率の向上に目覚ましい成果を上げた。2006年新病院開院以後、病院見学者を通してPFMは多くの病院に採用されつつある[3]。

- 患者・医師満足度の向上と看護師をはじめとするコメディカルの残業抑制をめざし、外来診療開始時刻を8：00AMにすると同時に、検体検査の報告時間の短縮、患者検査（画像診断、内視鏡検査）の当日実施による「その日に結果の出る外来」を実現した[4]。この手法は顧問を務めるコンサルティング会社のサービスを通じて全国に波及しつつある[5][6]。

### 病院設計
- エネルギーコストの削減のため、太陽光のエネルギー負荷を軽減する東西に長く南北に短い病院を計画し、諸室の窓を可能な限り最小限にとどめると同時に熱線反射ガラス（ローイーガラス）を日本で初めて病院で採用し、伊勢原エネルギーサービス株式会社からエネルギー供給を受けるビジネススキームを導入した[7]。
- 物流動線の短縮等により、委託費の削減と消費増税対策を図った。
- 脳神経外科の手術中にMRIで脳腫瘍の摘出状況を術中にMRIで判断できるMRXOを考案し[8][9]、同病院の脳腫瘍手術症例の増加と手術成績の向上を図った。
- 手術室の稼働率を向上し、いつでも緊急手術に対処することができる、診療科を特定せずあらゆる術式に対応可能な「Convertibleな手術室」を開発し、東海大学医学部付属病院の手術件数を画期的に増加させた[10][11]。
  - 将来の日帰り手術の増加に対処するため、手術室に接続した大規模な短期入院日帰り手術センターを設置した[11][12]。
  - 顧問を務めるコンサルティング会社においても、「収益力の高い病院を実現する病院建築プロジェクト・マネージメント・サービス」として新病院建築・建替の支援を行っている[13]。